# Neferteri Shepherd
Neferteri Sheba Shepherd (ur. 8 września 1980 w Nowym Orleanie) – amerykańska modelka i aktorka. W lipcu 2000 dostała tytuł Playmate miesiąca od magazynu Playboy. Występowała również w grze Street Racing Syndicate, w którym grała jedną z dziewczyn głównego bohatera.